# Няня (фильм, 1995)
«Няня» (англ. The Babysitter; другое название «Приходящая няня») — триллер режиссёра Гая Ферленда, основанный на одноимённой новелле Роберта Кувера. В главной роли Алисия Силверстоун. Фильм не вышел в широкий прокат.

## Сюжет
Молодая пара Гарри и Долли Таккеры нанимают на вечер няню Дженнифер (Алисия Силверстоун) для своих троих детей и уходят на вечеринку. Через некоторое время навестить няню приходят её подвыпивший парень с другом. Почувствовав что-то нехорошее, домой возвращается хозяин квартиры…

## В ролях
| Актёр              | Роль           |
| ------------------ | -------------- |
| Алисия Силверстоун | Дженнифер      |
| Джереми Лондон     | Джек           |
| Джей Ти Уолш       | Гарри Такер    |
| Ли Гарлингтон      | Долли Таккер   |
| Никки Кэтт         | Марк           |
| Лоис Чайлз         | Бернис Холстен |
| Джордж Сигал       | Билл Холстен   |
| Райан Слэйтер      | Джимми         |

## Отзывы и критика
Фильм получил в основном отрицательные отзывы критиков. На сайте Rotten Tomatoes рейтинг картины составил 17 %, а средняя оценка — 3,4 балла из 10 на основе 6 обзоров.